# Congresso Democratico Nazionale (Ghana)
Il Congresso Democratico Nazionale (in inglese National Democratic Congress, NDC) è un partito politico ghanese di orientamento socialdemocratico fondato nel 1992.

## Risultati elettorali
| Elezione          | Voti      | %     | Seggi     |
| ----------------- | --------- | ----- | --------- |
| Parlamentari 1992 | 1.521.629 | 77,53 | 189 / 200 |
| Parlamentari 1996 | 3.679.985 | 52,97 | 133 / 200 |
| Parlamentari 2000 | 2.690.360 | 41,21 | 91 / 200  |
| Parlamentari 2004 | 3.567.021 | 40,80 | 94 / 230  |
| Parlamentari 2008 | 3.776.917 | 43,14 | 116 / 230 |
| Parlamentari 2012 | 5.127.671 | 46,41 | 148 / 275 |
| Parlamentari 2016 | 4.567.429 | 42,34 | 104 / 275 |
| Parlamentari 2020 | 6.094.478 | 46,20 | 137 / 275 |